# Anthaxia cobosi
Anthaxia cobosi es una especie de escarabajo del género Anthaxia, familia Buprestidae. Fue descrita científicamente por Descarpentries & Mateu en 1965.